# Kadoma
Pour les articles homonymes, voir Kadoma (homonymie).
Kadoma est une ville du Zimbabwe dans le Mashonaland occidental,  connue sous le nom de Gatooma jusqu'en 1982. 

## Géographie
Au centre du pays,.Kadoma est à une altitude de 1162 mètres et elle est peuplée de 81 000 habitants.

## Histoire
Elle a été fondée dans les années 1890 comme un camp minier, et en tant que commune en 1907.

## Économie
La ville est au centre d'une zone de mines d'or, de cuivre et de nickel. La fabrication de coton est importante dans la région et la ville est connue pour son entreprise de fabrication de textiles, David Whithead, qui a été ouverte en 1952.

## Jumelage
Kadoma est jumelée depuis 2005 avec la ville britannique de Stevenage.

## Transports
Kadoma est une gare ferroviaire importante au Zimbabwe, car elle traverse le Chemin de fer Beira-Bulawayo, ce qui lui permet de se connecter aux villes de Gweru (ouest) et Harare (est).
Elle se situe sur la grande route A5 entre Harare et Bulawayo.